# 磯良神社 (色麻町)
磯良神社（いそらじんじゃ）は宮城県色麻町一ノ関に鎮座する神社。磯良神を信仰の対象とし、おかっぱ様とも呼ばれる。水難よけ・縁結び・懐妊・安産・足腰の病に御利益があるとされる。

## 祭神
主祭神は神功皇后と住吉三神とされるが、縁起伝承から磯良神も祀られている。御神体として木彫りのカッパ像が祀られており、60年ごとに開帳される。

## 歴史・伝承
『色麻町史』に採録された口承縁起によると、坂上田村麻呂が東征した際に東右衛門という水練の達者な武士が従軍し、激流を恐れず先導役を務めた報償として「川童」の姓と色麻に住居を与え、守護神を祀ることを許した。川童氏は磯良神社宮司の祖先にあたると言われる。明治17年の神社明細帳には勧請年は延暦21年（802年）と記されているが、文献によって延暦23年（804年）と記されている場合がある。
安永元年（1772年）に書かれた仙台藩の地誌『封内風土記』では、社名は「川童明神社」とあり、祭神不詳とされている。かつて磯良神社の近隣にあり、江戸時代に廃寺となった常楽院の故事来歴によれば、社名は「磯良明神」と呼ばれ、常楽院が別当を務めていたとある。
本来磯良神と妖怪の河童に関わりは無いが、当地では初物のキュウリをお供えとして川に流すなど、河童のイメージとの結びつきもうかがわれる。常楽院の故事来歴には、永正2年に大崎氏の軍兵が渡河に難渋していたところ、川の中から少年が現れ水棹を取って対岸まで導いた。少年は船を渡したのは磯良明神であると告げて去ったという伝承が記されている。

## 祭事
毎年7月の第4土曜、日曜日に「おかっぱ様祭り」が催される。

## 交通
- 東北新幹線古川駅から車で40分[4]